# Vali
|  | No s'ha de confondre amb valí. |

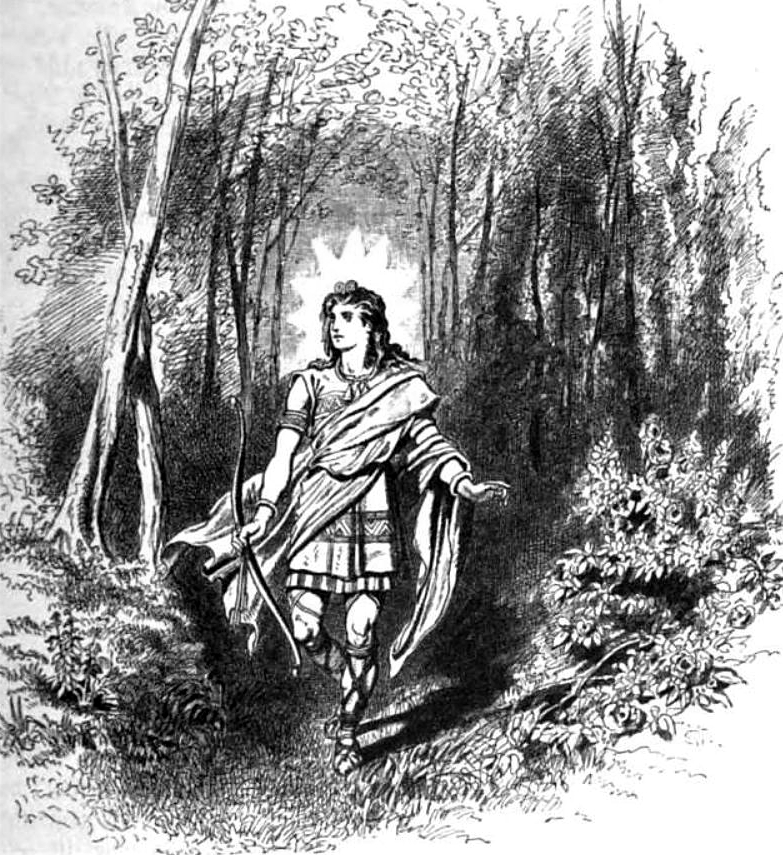
Vali, amb un arc, viatjant a través d'un bosc

Vali és un déu de la mitologia nòrdica, era fill d'Odin i la geganta Rind, i amb prou feines és esmentat abans de la lluita que va precedir el crepuscle dels déus, el Ragnarok. No va ser una divinitat popular sinó una creació dels Escaldes. Es va venjar de Hödr posant-lo sobre una foguera, per haver matat a Braldt. Hi ha un altre Vali, fill de Loki, que va ser transformat pels déus en un llop bavejant que va arrencar la gola del seu germà per castigar Loki Narfi pels seus crims. Les dues figures anomenades Vali van poder haver estat originalment concebudes com un mateix ésser. A la Gesta Danorum el Bous correspon a Vali.